# Astérix (jeu vidéo, 1993)
Pour les articles homonymes, voir Astérix (homonymie) et Astérix (série de jeux vidéo).
Astérix est un jeu vidéo de plates-formes développé par New Frontier et Infogrames,, et édité par Infogrames. Le jeu est sorti en 1993, uniquement en Europe, sur Nintendo Entertainment System, Super Nintendo et Game Boy. Le jeu est basé sur la série de bande dessinée du même nom d'Uderzo et Goscinny.
Il a été suivi par Astérix et Obélix, des mêmes développeurs, en 1995.

## Synopsis
Les Romains ont enlevé Obélix. Un conseil se tient au village, Astérix est désigné afin de le retrouver. S'ensuit alors un long périple à travers L'Empire romain, avec la Gaule, l'Helvétie, l'Égypte, la Grèce, et Rome.

## Système de jeu
Astérix est un jeu de plates-formes en 2D à scrolling, présentant trois modes de difficulté. Le joueur incarne Astérix et progresse dans un jeu de plates-formes découpé en niveaux.
Chaque niveau doit être terminé dans un temps limité, et aucune sauvegarde n'est possible au long du jeu.
Le jeu Astérix est sorti en deux versions différentes : une version 8-bits développée par le studio espagnol New Frontier sur Game Boy et NES et une version 16-bits développée par Infogrames sur Super Nintendo. Bien que portant toutes deux le même nom, ces deux versions sont très différentes, de la musique au level design, en passant par les animations et les graphismes.

### Version 8-bits
Le jeu comporte 12 niveaux au sein de quatre chapitres, chacun de ces chapitres se déroulant dans un pays différent. Astérix rencontre des ennemis et des pièges variés (soldats, sangliers, catapultes...) et sa vie représentée par quatre ailes. Il peut venir à bout de la plupart des ennemis rencontrés, en leur assénant un coup de poing, mais certains sont invincibles. A la fin de certains niveaux, un jeu d'adresse prenant la forme d'une catapulte permet d'accéder à un jeu bonus.
Le joueur trouve divers objets bonus, disposés le long de son parcours ou cachés dans des blocs qu'Astérix casse avec un coup de poing : 
- des vies (représentées par des couronnes de laurier)
- des points de vie (ailes ou sangliers)
- des étoiles (quarante étoiles fournissent une vie supplémentaire)
- des amphores (une amphore contient 10 étoiles)
- de la potion magique (redonne un point de vie et rend invincible pendant quelques secondes)
- un bouclier arverne (rend invincible quelques secondes mais sans redonner de point de vie)
- une clé donnant accès à une salle mystère remplie de bonus.

Les versions Game Boy et NES sont très semblables. Les seules divergences portent sur le level design (légèrement différent entre les deux versions), les musiques (certaines sont communes, d'autres non), et les décors : la version Game Boy est à défilement parallaxe tandis que la version NES est à simple scrolling horizontal.

### Version 16-bits
Le jeu comporte 25 niveaux, répartis sur 5 actes. Chaque acte se déroule dans un pays différent : La Gaule, l’Helvétie, l’Egypte, la Grèce et Rome. Asterix rencontre plusieurs types d’ennemis et de pièges (légionnaires, centurions, gladiateurs, sangliers, catapultes, scorpions…). Certains ennemis peuvent être vaincus avec un seul coup de poing (comme le légionnaire ou le sanglier), d’autres en nécessitent plusieurs (comme le centurion ou le gladiateur). Certains pièges sont cependant indestructibles. La vie d’Asterix est représentée par des cœurs, et peut en obtenir 5 au maximum.
Tout au long des niveaux, le joueur peut trouver divers items ou bonus, parfois cachés dans certains blocs à détruire avec un coup de poing :
- Des points de vies, représentés par une cuisse de sanglier ou un sanglier entier
- Des vies, représentées par une couronne de lauriers
- Des pièces d'or, rapportant une vie supplémentaire lorsque le joueur en collecte 100
- Des serpes, qui valent 10 pièces d’or
- De la potion magique, représentée par un chaudron rouge, rendant Astérix invincible pendant quelques secondes, et redonnant un point de vie
- De la potion permettant de voler pendant quelque temps, représentée par un chaudron vert, utile pour progresser dans certains niveaux (grottes, montagnes, etc.)
- Idéfix, qui apparait et mord l’ennemi le plus proche, ce qui le neutralise
- Assurancetourix, qui chante sur un nuage et fige tous les ennemis pendant quelques secondes.

Le joueur devra, dans certains niveaux, détruire des blocs spéciaux afin de faire apparaitre des plates-formes qui lui permettront de progresser. Certaines phases de jeux se déroulent en chariot sur rail. Le joueur peut également nager.
Sur la version Super Nintendo, le jeu ne possède pas de système de sauvegarde, ni de mot de passe. Tout au long de l’aventure, le joueur collecte des points, qui lui permettent de continuer l’aventure lorsqu’il est à court de vie. Si le joueur ne possède pas assez de point, il doit recommencer l’aventure depuis le début.
Au bout d’un certains nombres d’heures de jeu d’affilé, un texte apparaitra sur l’écran proposant au joueur de faire une pause.

## Accueil
Selon un document interne d'Infogrames conservé par le CNJV, le jeu se vendit à plus de 650 000 exemplaires en Europe, ce qui en fit un grand succès.